# أود (إقليم فرنسي)

علم الإقليم

خارطة الإقليم

أود (بالفرنسية: Aude)‏: هو إقليم فرنسي تابع لمنطقة لانكدو - روسيو و قد أخذ اسمه من نهر أود . يبلغ عدد سكانه حوالي 309770 نسمة .

## المناخ
يظهر الجدول التالي التغييرات المناخية على مدار السنة لأود:
| البيانات المناخية لـأود                                                                                     | البيانات المناخية لـأود | البيانات المناخية لـأود | البيانات المناخية لـأود | البيانات المناخية لـأود | البيانات المناخية لـأود | البيانات المناخية لـأود | البيانات المناخية لـأود | البيانات المناخية لـأود | البيانات المناخية لـأود | البيانات المناخية لـأود | البيانات المناخية لـأود | البيانات المناخية لـأود | البيانات المناخية لـأود |
| الشهر | يناير                   | فبراير                  | مارس                    | أبريل                   | مايو                    | يونيو                   | يوليو                   | أغسطس                   | سبتمبر                  | أكتوبر                  | نوفمبر                  | ديسمبر                  | المعدل السنوي           |
| --- | ----------------------- | ----------------------- | ----------------------- | ----------------------- | ----------------------- | ----------------------- | ----------------------- | ----------------------- | ----------------------- | ----------------------- | ----------------------- | ----------------------- | ----------------------- |
| متوسط درجة الحرارة الكبرى °م (°ف)                                                                           | 9.7 (49.5)              | 11.1 (52.0)             | 14.4 (57.9)             | 17.0 (62.6)             | 21.0 (69.8)             | 25.4 (77.7)             | 28.6 (83.5)             | 28.3 (82.9)             | 24.5 (76.1)             | 19.3 (66.7)             | 13.5 (56.3)             | 10.3 (50.5)             | 18.6 (65.5)             |
| المتوسط اليومي °م (°ف)                                                                                      | 6.4 (43.5)              | 7.4 (45.3)              | 10.0 (50.0)             | 12.4 (54.3)             | 16.2 (61.2)             | 20.1 (68.2)             | 22.9 (73.2)             | 22.7 (72.9)             | 19.3 (66.7)             | 15.3 (59.5)             | 10.1 (50.2)             | 7.1 (44.8)              | 14.2 (57.6)             |
| متوسط درجة الحرارة الصغرى °م (°ف)                                                                           | 3.1 (37.6)              | 3.6 (38.5)              | 5.6 (42.1)              | 7.7 (45.9)              | 11.4 (52.5)             | 14.8 (58.6)             | 17.2 (63.0)             | 17.0 (62.6)             | 14.0 (57.2)             | 11.2 (52.2)             | 6.6 (43.9)              | 3.8 (38.8)              | 9.7 (49.5)              |
| الهطول مم (إنش)                                                                                             | 62.0 (2.44)             | 47.6 (1.87)             | 47.2 (1.86)             | 66.3 (2.61)             | 55.1 (2.17)             | 40.2 (1.58)             | 22.7 (0.89)             | 37.0 (1.46)             | 38.8 (1.53)             | 54.3 (2.14)             | 52.5 (2.07)             | 59.8 (2.35)             | 583.5 (22.97)           |
| متوسط أيام هطول الأمطار (≥ 1 mm)                                                                            | 9.1                     | 7.2                     | 7.5                     | 9.5                     | 7.4                     | 4.9                     | 3.8                     | 5.3                     | 5.2                     | 7.7                     | 8.4                     | 8.6                     | 84.6                    |
| ساعات سطوع الشمس الشهرية                                                                                    | 94.7                    | 116.5                   | 168.9                   | 186.6                   | 209.8                   | 253.1                   | 276.5                   | 260.8                   | 218.6                   | 147.4                   | 103.1                   | 93.5                    | 2٬129٫5                 |
| المصدر: Meteorological data for Carcassonne - 126m altitude, from 1981 to 2010 January 2015 باللغة الفرنسية |                         |                         |                         |                         |                         |                         |                         |                         |                         |                         |                         |                         |                         |

## معرض صور

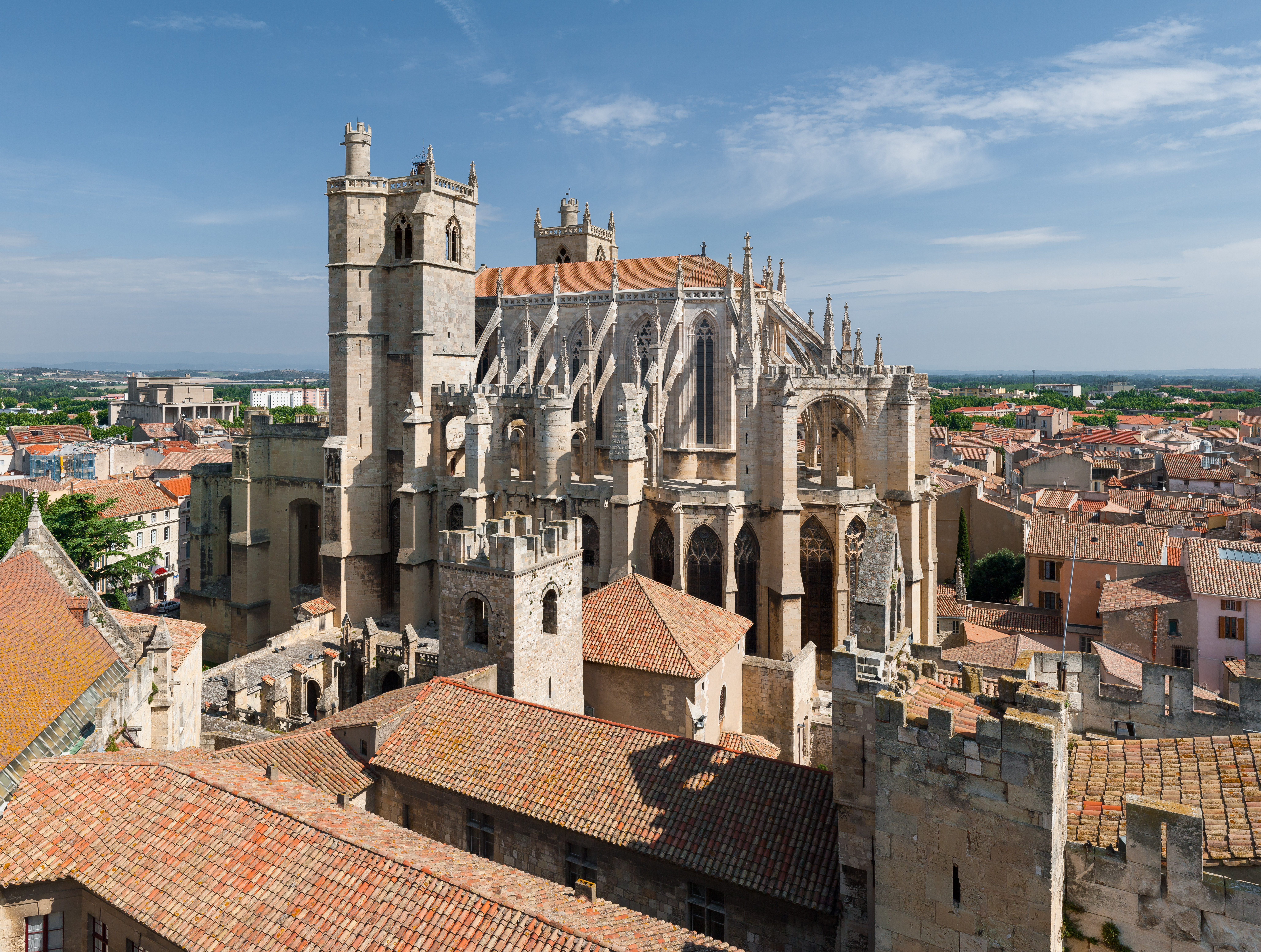
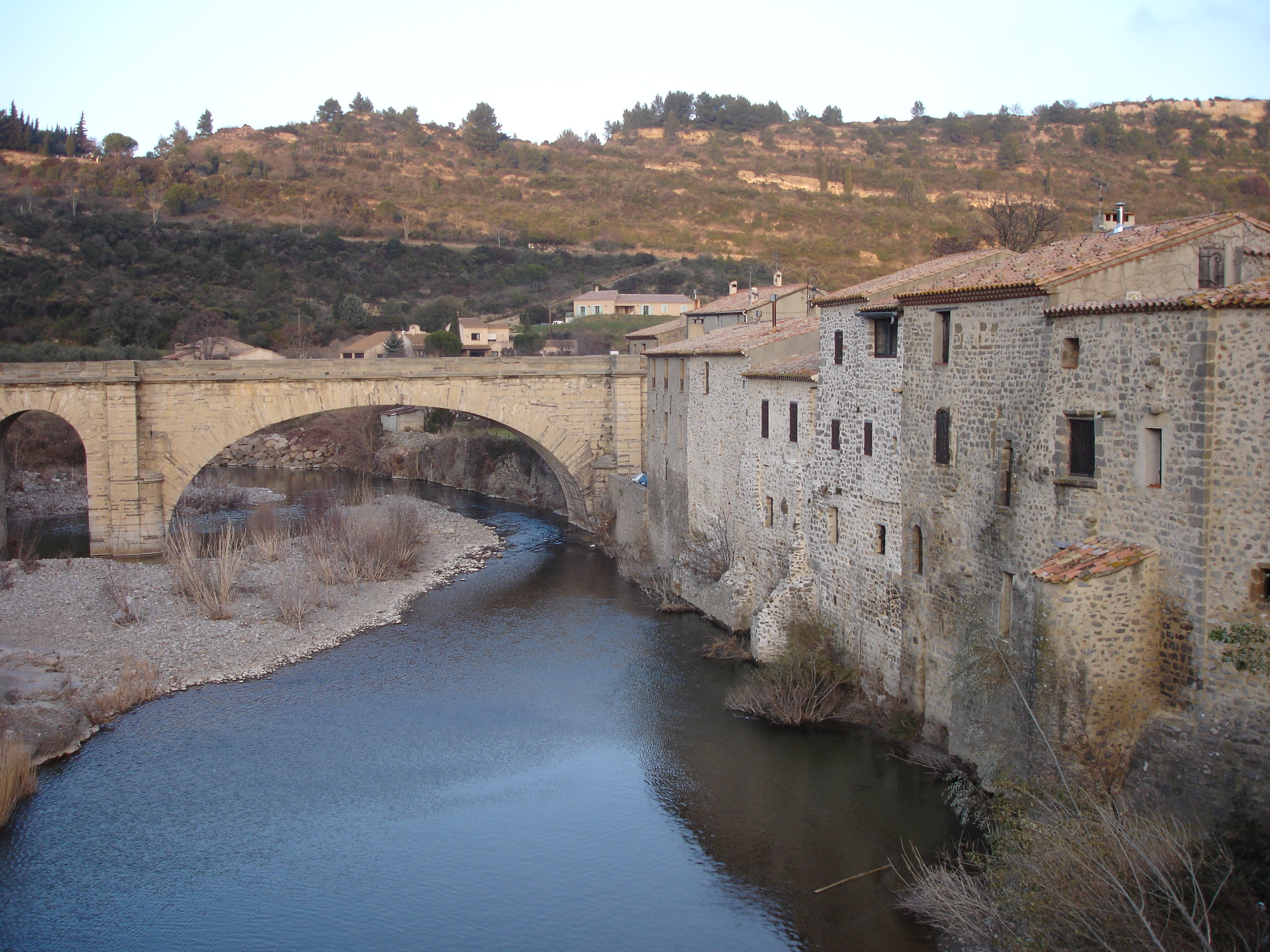
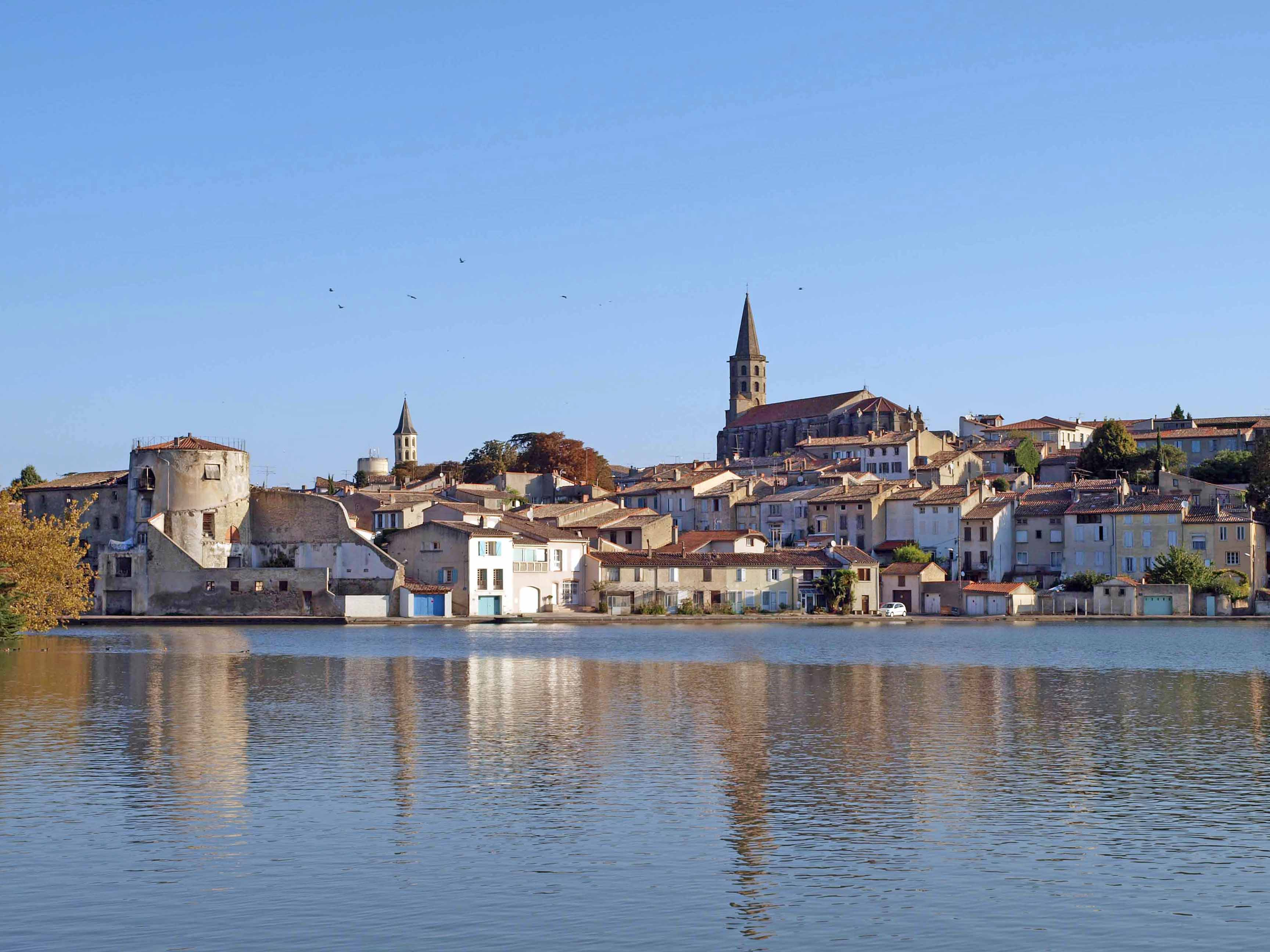

## أعلام
- كلير رومان